# Jaakko Hallama
Eino Jaakko Untamo Hallama, född 28 mars 1917 i Kuopio, död 11 februari 1996 i Helsingfors, var en finländsk diplomat. Hallama avlade fil.kand. 1941. Han trädde i utrikesförvaltningens tjänst samma år och var 1943–1945 attaché i Bern samt hade därefter utlandskommenderingar bland annat i Bryssel och Washington. 1954–1958 var han stationerad i Moskva och byggde under denna tid upp en gedigen kunskap om Sovjetunionen och dess politiska system. Hallama återvände 1958 till utrikesministeriet i Helsingfors och blev följande år chef för dess politiska avdelning samt 1962 kanslichef och statssekreterare. För denna snabba karriär kunde han – vid sidan av sin egen duglighet – tacka president Urho Kekkonen, som hyste stort förtroende för hans pålitlighet. 
Hallama var utrikesminister i tjänstemannaregeringen Lehto som styrde Finland från 18 december 1963 till 12 september 1964. Han var i två repriser, 1967–1970 och 1974–1983, ambassadör i Moskva, där han tjänstgjorde som presidentens specielle troman. Hans verksamhet hämmades dock av en sjukdom (parkinsonism), som försvårade kommunikationen med andra personer. Hallama försattes 1983 i disponibilitet och pensionerades 1984. Hans hustru från 1947, Anita Hallama (född 1925), hade en ytterst nära relation till Urho Kekkonen. Om denna berättade hon i boken Sydämen kieltä sydämelle (på svenska "Hjärtats språk till hjärtat") (2001), som väckte stort uppseende.

## Utmärkelser
- Riddartecknet av I klass av Finlands Lejons orden,  1951[3]
- Kommendörstecknet av Finlands Vita Ros’ orden,  1960[3]
- Storofficer i guld av Österrikiska republikens förtjänstorden,  1961[4]
- Kommendör med kraschan av Sankt Olavs orden,  1 juli 1961[5]
- Kommendörstecknet av I klass av Finlands Lejons orden,  1962[3]
- Storkorset av isländska falkorden,  5 oktober 1964[6]
- Kommendörstecknet av I klass av Finlands Vita Ros’ orden,  1967[3]
- Storkorset av Finlands Lejons orden,  6 december 1973[7]
- Folkens vänskapsorden,  1982[8]
- Storkors av Södra korsets orden[9]
- Jugoslaviska fanans orden med band[9]
- Tunisiens republikorden[9]
- Storofficer av Hederslegionen[9]
- Egyptens förtjänstorden[9]
- Kommendör med stjärna av Polonia Restituta[9]
- Vinterkrigets minnesmedalj[3]
- Storkorsriddare av Silvesterorden[9]
- Storkorset av Mexikanska Aztekiska Örnorden[9]
- Storkors av Leopoldorden[9]
- Kommendör med stora korset av Nordstjärneorden[9]
- Folkrepubliken Bulgariens orden[9]
- Storkors av Sankt Olavs orden[9]
- Frihetsmedaljens 2. klass[3]
- Storkors av Dannebrogorden[9]

[Redigera Wikidata]